# Smile Jamaica
El Concierto Smile Jamaica fue un concierto celebrado el 5 de diciembre de 1976 en el Parque de los Héroes Nacionales, Kingston, Jamaica, realizado por Bob Marley & The Wailers. 
Marley originalmente acordó interpretar una canción para las 80,000 personas que asistieron; sin embargo, se convirtió en una actuación de 90 minutos, a pesar de las lesiones sufridas dos días antes, cuando casi había sido asesinado por hombres armados en su propia casa.
Todos los Wailers actuaron, excepto el bajista Aston "Family Man" Barrett, quien fue reemplazado por Cat Coore de Third World.

## Visión general
La actuación incluyó una sección de bocina. La lista establecida para el programa fue la siguiente: 1. War / No More Trouble / Get Up, Stand Up 2. Crazy Balheads / Positive Vibration 3. Smile Jamaica 4. Rat Race 5. Trench Town Rock 6. Keep On Moving 7. Want More 8 . Them Belly Full 9. Jah Live 10. Rastaman Chant 11. Rebel Music 12. So Jah Seh
Después del concierto, Marley se fue de Jamaica a Nassau y luego a Londres, donde permaneció durante 16 meses hasta que regresó en 1978 para el Concierto One Love Peace.
El segundo concierto de Smile Jamaica se llevó a cabo el 10 de febrero de 2008.

## En la cultura
Jamaican Television tiene un programa matutino llamado Smile Jamaica, un obvio guiño a la popularidad de la serie de conciertos.
Stir It Up: The CIA Target Jamaica, Bob Marley y Progressive Manley Government, una novela histórica alternativa de David Dusty Couples, teje hechos y ficción para dramatizar el concierto.
La novela, Una breve historia de los siete asesinatos de Marlon James dramatiza el atentado contra la vida de Marley, incluidos otros eventos previos al concierto de Smile Jamaica.

- Datos: Q2991703